# Blake Woodruff
Blake Michael Woodruff (* 19. Juni 1995 in Flagstaff, Arizona) ist ein US-amerikanischer Schauspieler, der bisher vor allem als Mike Baker in Im Dutzend billiger und dessen Fortsetzung Im Dutzend billiger 2 – Zwei Väter drehen durch auffiel.

## Leben
Woodruff wurde in Arizona geboren und hat zwei Schwestern und einen jüngeren Bruder. Im Alter von sechs Jahren entschied er sich, Schauspieler zu werden, und wurde 2003 für Im Dutzend billiger gecastet, nachdem er zuvor eine kleine Nebenrolle in dem Thriller Blind Horizon – Der Feind in mir hatte. Des Weiteren trat er auch im Fernsehen in der Seifenoper Schatten der Leidenschaft in Erscheinung, ehe er mit der Fortsetzung des Erfolgsfilms Im Dutzend billiger 2 – Zwei Väter drehen durch wieder bei einem Kinofilm mitwirken durfte. Seine nächste Rolle hatte er in dem Thriller Whisper, der 2007 herauskam.

## Filmografie
- 2003: Blind Horizon – Der Feind in mir (Blind Horizon)
- 2003: Im Dutzend billiger (Cheaper by the Dozen)
- 2005: Back to You and Me
- 2005: Im Dutzend billiger 2 – Zwei Väter drehen durch (Cheaper by the Dozen 2)
- 2007: Whisper